# Orgia Cartoon!!
Orgia Cartoon!! è il quinto demo-tape dei Gem Boy. Uscito nel 1996, è il demo-tape della band bolognese ad aver ottenuto maggior successo, tanto da essere ristampato due volte.

## Formazione
- Carlo Sagradini - voce
- Giacomo - tastiere
- Davide - chitarra
- Siro - basso
- Alex - batteria

## Tracce
1. Orgia Cartoon
2. Teorema
3. Fatti un bidè
4. La piccola ferita
5. Se non succhi non sale
6. Motel
7. Il trenino
8. Vibrello
9. La tua scoria fra le dita
10. Albertone
11. Cinno nazionale
12. La festa dello zio
13. F.lli Iazzone (sponsor)

## Title track
(Inizio della canzone Orgia Cartoon)
La title track, Orgia Cartoon, una delle canzoni più celebri del gruppo, è il brano che introduce l'album: è un medley che parodia le canzoni di alcuni dei più famosi anime (nell'ordine Candy Candy, Remì, Gundam, Mila e Shiro, Lady Oscar, L'Uomo Tigre, Heidi, Jeeg Robot d'acciaio, UFO Robot Goldrake) criticandoli perché si vedono solo «robot che fan la guerra» e «buoni sentimenti» (come dice il testo della canzone stessa). Dato il grande successo della canzone (e dell'album in generale) è stato creato un altro medley simile - una sorta di sequel - intitolato Feccia Cartoon (nell'album Gem Boy) e un'edizione speciale dell'album. Il brano si sente anche nel finale del ridoppiaggio Star Whores.